# Circonscription d'Aware
Pour les articles homonymes, voir Aware.
La circonscription d'Aware est une des 23 circonscriptions législatives de l'État fédéré Somali, elle se situe dans la Zone Degehabur. Son représentant actuel est Abdi Muse Arte.